# アジアボクシング協会
アジアボクシング協会（英語: Asian Boxing Association）は、アジア及びオセアニア地域を統括するプロボクシング団体。世界ボクシング協会（WBA）傘下にあり、通称WBAアジア（WBA Asia）。2014年にユーラシア太平洋ボクシング評議会（英語: Eurasia Pacific Boxing Council、略称：EPBC）として韓国・ソウルにて設立された
当時WBA直轄のアジアタイトル管理組織だったパンアジアボクシング協会（PABA）事務局長を務めていたアラン金（金基潤）が内紛によりPABA離脱し、EPBCとして設立。WBCユーラシア・太平洋（WBC Eurasia Pacific）を名乗り、世界ボクシング評議会（WBC）の地域タイトルと称して管理していたが、2016年にWBCより「WBCに加盟している事実はない」との声明を出されてしまった。
2017年2月、PABAのWBA離脱もあり、正式なアジア地域統括団体としてWBA傘下入り。
日本ボクシングコミッション（JBC）はWBAより加盟要請されているものの、WBOアジアパシフィック王座を公認したばかりということもあり「慎重に見極める」としている。
なお、当団体がWBAアジアとなる以前に同名の団体が設立されているが、それについてWBAは関知していないと公式見解が出されている。